# Vreni Schneider
Verena ("Vreni") Schneider (Elm, Suiça, 26 de novembro de 1964) é uma esquiadora profissional suiça aposentada. Ela foi a esquiadora mais bem sucedida da Suiça, e a terceira maior vencedora da história (após Annemarie Moser-Pröll e Lindsey Vonn), e foi eleita a "Atleta do Século da Suiça".

## Carreira
Vreni Schneider se tornou a primeira mulher da história a ganhar cinco medalhas olímpicas no esqui alpino. Schneider venceu o slalom e slalom gigante nos Jogos Olímpicos de Inverno de 1992. Já em 1994, em Lillehammer, ela ganhou mais três medalhas, repetindo o título no slalom, levando a prata no combinado e também um bronze no slalom gigante.
No Campeonato Mundial de esqui alpino ela ganhou o slalom gigante, em 1987 e 1989, além do slalom em 1991. Ela foi campeão da Copa do Mundo no geral em 1989, 1994 e 1995. Entre as mulheres, suas 55 vitórias (34 slalom, 20 giant slalom e um combinado) a deixam atrás apenas de Annemarie Moser-Pröll e Lindsey Vonn em número de vitórias na Copa do Mundo de Esqui Alpino.
Schneider poderia ter tido uma carreira olímpica ainda melhor, pois se viu obrigada a desistir dos Jogos Olímpicos de 1992 devido à uma lesão nas costas. Sua melhor temporada indiscutivelmente foi entre 1988 e 1989, quando venceu 14 corridas da Copa do Mundo, quebrando o recorde de Ingemar Stenmark.
Após o título de campeã geral da Copa do Mundo em 1995, Vreni Schneider se aposentou e hoje é dona de uma loja de artigos esportivos, além de também ser proprietária de uma escola de snowboard.

## Vitórias na Copa do Mundo
| Ano  | Disciplina   |
| ---- | ------------ |
| 1986 | Giant Slalom |
| 1987 | Giant Slalom |
| 1989 | Geral        |
| 1989 | Giant Slalom |
| 1989 | Slalom       |
| 1990 | Slalom       |
| 1991 | Giant Slalom |
| 1992 | Slalom       |
| 1993 | Slalom       |
| 1994 | Geral        |
| 1994 | Slalom       |
| 1995 | Geral        |
| 1995 | Giant Slalom |
| 1995 | Slalom       |

| Data              | Local                   |
| ----------------- | ----------------------- |
| 17 dezembro 1986  | Courmayeur              |
| 14 fevereiro 1987 | Saint-Gervais-les-Bains |
| 24 janeiro 1988   | Bad Gastein             |
| 16 dezembro 1988  | Altenmarkt im Pongau    |
| 20 dezembro 1988  | Courmayeur              |
| 3 janeiro 1989    | Maribor                 |
| 8 janeiro 1989    | Mellau                  |
| 15 janeiro 1989   | Grindelwald             |
| 3 março 1989      | Furano                  |
| 10 março 1989     | Shigakogen              |
| 25 novembro 1989  | Park City               |
| 6 janeiro 1990    | Piancavallo             |
| 9 janeiro 1990    | Hinterstoder            |
| 21 janeiro 1990   | Maribor                 |
| 18 março 1990     | Åre                     |
| 11 março 1991     | Lake Louise             |
| 30 novembro 1991  | Lech am Arlberg         |
| 18 janeiro 1992   | Maribor                 |
| 29 fevereiro 1992 | Narvik                  |
| 6 janeiro 1993    | Maribor                 |
| 17 janeiro 1993   | Cortina d'Ampezzo       |
| 19 março 1993     | Vemdalen                |
| 28 março 1993     | Åre                     |
| 28 novembro 1993  | Santa Caterina          |
| 19 dezembro 1993  | St. Anton am Arlberg    |
| 9 janeiro 1994    | Altenmarkt im Pongau    |
| 23 janeiro 1994   | Maribor                 |
| 5 fevereiro 1994  | Sierra Nevada           |
| 10 março 1994     | Mammoth Mountain        |
| 20 março 1994     | Vail                    |
| 27 novembro 1994  | Park City               |
| 18 dezembro 1994  | Sestriere               |
| 26 fevereiro 1995 | Maribor                 |
| 19 março 1995     | Bormio                  |

| Data              | Local                |
| ----------------- | -------------------- |
| 17 dezembro 1984  | Santa Caterina       |
| 17 março 1985     | Waterville Valley    |
| 6 janeiro 1986    | Maribor              |
| 19 janeiro 1986   | Oberstaufen          |
| 20 março 1986     | Waterville Valley    |
| 6 dezembro 1986   | Waterville Valley    |
| 5 janeiro 1987    | Saalbach-Hinterglemm |
| 13 fevereiro 1987 | Megève               |
| 22 março 1987     | Iugoslávia Sarajevo  |
| 5 janeiro 1988    | Tignes               |
| 28 novembro 1988  | Les Menuires         |
| 18 dezembro 1988  | Valzoldana           |
| 6 janeiro 1989    | Schwarzenberg        |
| 7 janeiro 1989    | Schwarzenberg        |
| 21 janeiro 1989   | Tignes               |
| 8 março 1989      | Shigakogen           |
| 11 janeiro 1991   | Kranjska Gora        |
| 17 março 1991     | Vail                 |
| 8 dezembro 1991   | Santa Caterina       |
| 5 janeiro 1992    | Oberstaufen          |

| Data             | Local                |
| ---------------- | -------------------- |
| 16 dezembro 1988 | Altenmarkt im Pongau |

| Data              | Local                   |
| ----------------- | ----------------------- |
| 17 dezembro 1986  | Courmayeur              |
| 14 fevereiro 1987 | Saint-Gervais-les-Bains |
| 24 janeiro 1988   | Bad Gastein             |
| 16 dezembro 1988  | Altenmarkt im Pongau    |
| 20 dezembro 1988  | Courmayeur              |
| 3 janeiro 1989    | Maribor                 |
| 8 janeiro 1989    | Mellau                  |
| 15 janeiro 1989   | Grindelwald             |
| 3 março 1989      | Furano                  |
| 10 março 1989     | Shigakogen              |
| 25 novembro 1989  | Park City               |
| 6 janeiro 1990    | Piancavallo             |
| 9 janeiro 1990    | Hinterstoder            |
| 21 janeiro 1990   | Maribor                 |
| 18 março 1990     | Åre                     |
| 11 março 1991     | Lake Louise             |
| 30 novembro 1991  | Lech am Arlberg         |
| 18 janeiro 1992   | Maribor                 |
| 29 fevereiro 1992 | Narvik                  |
| 6 janeiro 1993    | Maribor                 |
| 17 janeiro 1993   | Cortina d'Ampezzo       |
| 19 março 1993     | Vemdalen                |
| 28 março 1993     | Åre                     |
| 28 novembro 1993  | Santa Caterina          |
| 19 dezembro 1993  | St. Anton am Arlberg    |
| 9 janeiro 1994    | Altenmarkt im Pongau    |
| 23 janeiro 1994   | Maribor                 |
| 5 fevereiro 1994  | Sierra Nevada           |
| 10 março 1994     | Mammoth Mountain        |
| 20 março 1994     | Vail                    |
| 27 novembro 1994  | Park City               |
| 18 dezembro 1994  | Sestriere               |
| 26 fevereiro 1995 | Maribor                 |
| 19 março 1995     | Bormio                  |

| Data              | Local                |
| ----------------- | -------------------- |
| 17 dezembro 1984  | Santa Caterina       |
| 17 março 1985     | Waterville Valley    |
| 6 janeiro 1986    | Maribor              |
| 19 janeiro 1986   | Oberstaufen          |
| 20 março 1986     | Waterville Valley    |
| 6 dezembro 1986   | Waterville Valley    |
| 5 janeiro 1987    | Saalbach-Hinterglemm |
| 13 fevereiro 1987 | Megève               |
| 22 março 1987     | Iugoslávia Sarajevo  |
| 5 janeiro 1988    | Tignes               |
| 28 novembro 1988  | Les Menuires         |
| 18 dezembro 1988  | Valzoldana           |
| 6 janeiro 1989    | Schwarzenberg        |
| 7 janeiro 1989    | Schwarzenberg        |
| 21 janeiro 1989   | Tignes               |
| 8 março 1989      | Shigakogen           |
| 11 janeiro 1991   | Kranjska Gora        |
| 17 março 1991     | Vail                 |
| 8 dezembro 1991   | Santa Caterina       |
| 5 janeiro 1992    | Oberstaufen          |

| Data             | Local                |
| ---------------- | -------------------- |
| 16 dezembro 1988 | Altenmarkt im Pongau |